# Lucien Wercollier
Pour les articles homonymes, voir Wercollier.
Lucien Wercollier, né le 26 juillet 1908 à Luxembourg et mort dans cette même ville le 24 avril 2002, est un sculpteur luxembourgeois. Il est considéré comme l’un des sculpteurs les plus importants de la deuxième moitié du XXe siècle.

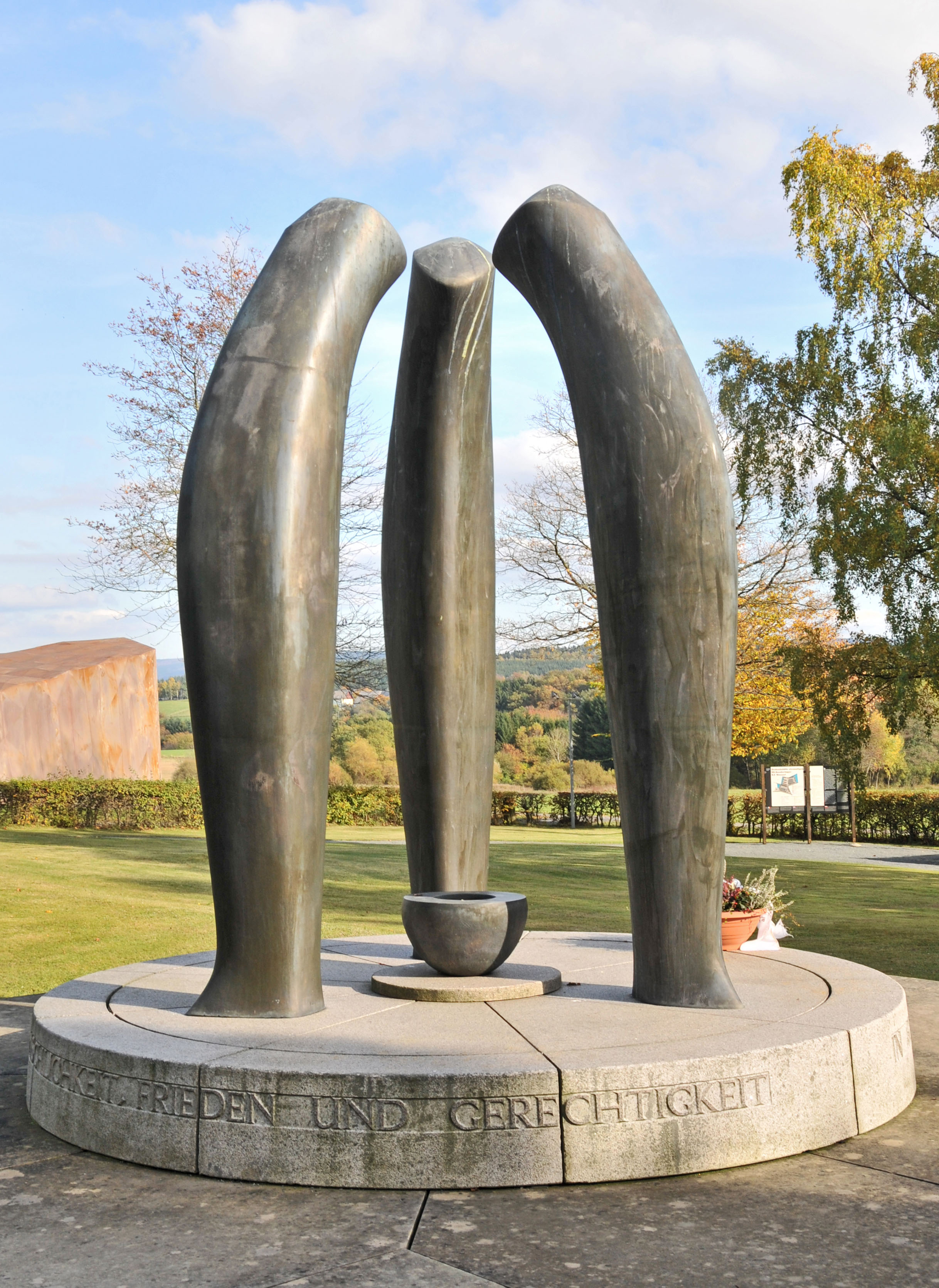
Bronze monumental de Wercollier sur le site de l'ancien camp de concentration de Hinzert près de Trèves.

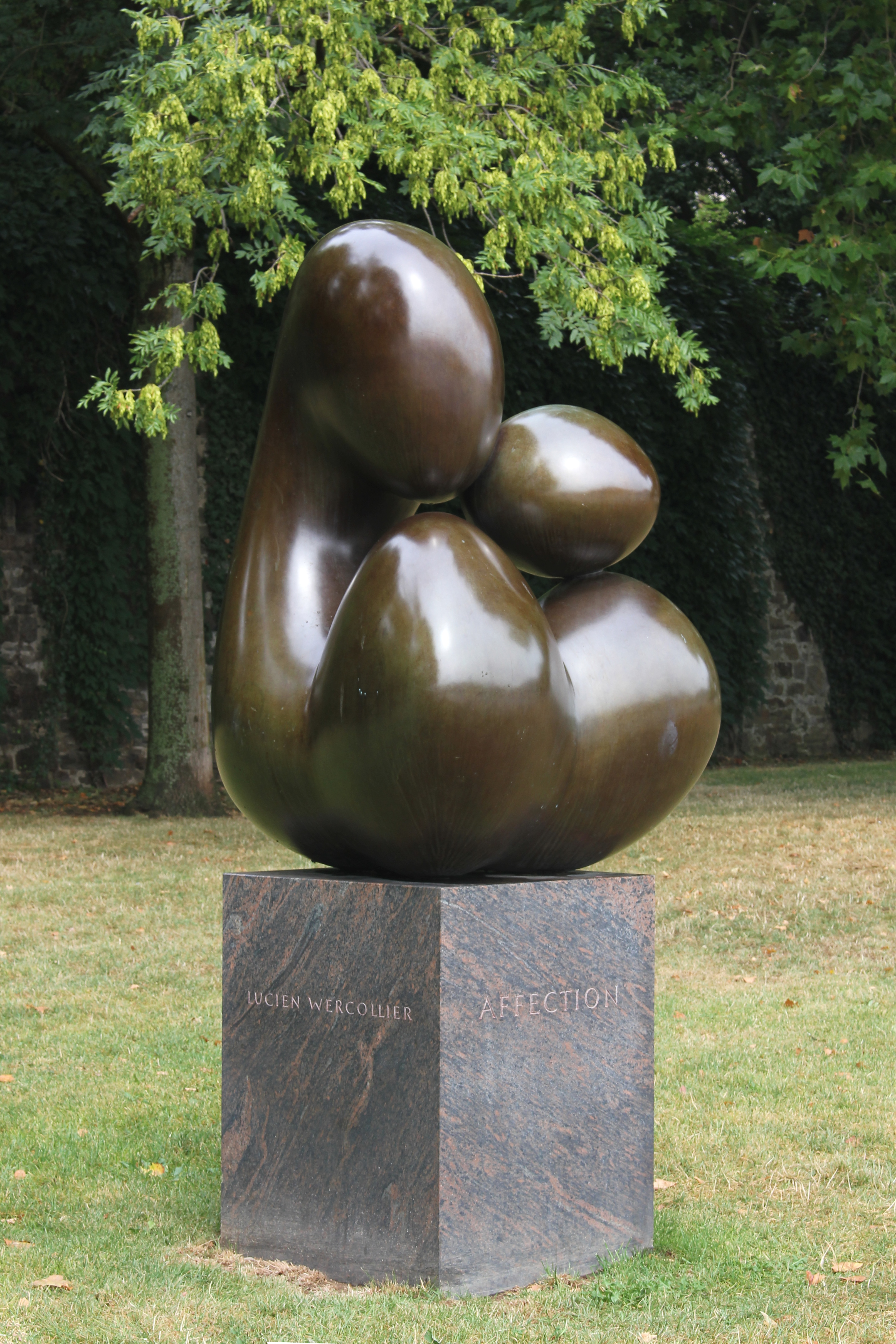
„Affection“ de Koblenz

Il est surtout connu pour ses sculptures monumentales en bronze et en marbre. Si ses premières sculptures sont figuratives et semi-figuratives, il passe progressivement, de 1952 à 1955, à la sculpture abstraite, un cheminement artistique dans lequel on reconnaît l’influence de Constantin Brancusi et de Jean Arp.
Les œuvres de Lucien Wercollier sont en bois, en pierre et, surtout, en bronze, en marbre, en albâtre et en onyx.
Ses œuvres les plus connues sont Le Prisonnier politique, dont un exemplaire est présenté dans l'exposition dédiée à Lucien Wercollier au Centre culturel de rencontre Abbaye de Neumünster (Luxembourg-Grund, dans les locaux convertis de l'ancienne prison où l'artiste a été incarcéré en septembre 1942), et le bronze monumental au cimetière de l’ancien camp de concentration à Hinzert (Allemagne). Le 8 novembre 1997, à la gare-Usines de Dudelange (Luxembourg), a été inaugurée la sculpture "No pasarán", monument en l'honneur des volontaires partis du Luxembourg pour les Brigades Internationales (d'Spueniekämpfer). Lucien Wercollier a offert la sculpture en plâtre à l'association Amis des Brigades Internationales-Luxembourg.    
D’autres sculptures monumentales, en bronze mais aussi en marbre, ont été érigées sur des places et dans des parcs publics au Luxembourg. Le bronze Interpénétration se dresse devant le Palais de l'Europe à Strasbourg. Cette sculpture a été représentée sur le timbre poste de 8 francs du Luxembourg en 1974.
Un autre travail notable de Wercollier est sa sculpture Altius – un hommage au sport de saut à la perche –, exposée dans le jardin de sculpture olympique au Musée olympique de Lausanne en Suisse. Une autre sculpture bien connue est son monument de marbre La Vague, situé sur les terres du CHNP (Centre hospitalier neuro-psychiatrique) à Ettelbruck au Luxembourg.
Quand les nations dans le monde entier ont offert des œuvres d'art pour l'exposition au John F. Kennedy Center for the Performing Arts à Washington, le gouvernement de Luxembourg a donné Sculpture rose de marbre de Wercollier pour honorer John F. Kennedy.
Des sculptures de Wercollier ont été acquises par des musées au Luxembourg, en France, en Belgique, en Allemagne, en Israël, en Suisse et aux États-Unis.

## Biographie
(Sources : J.-E. Muller 1976, 1983)

### Formation
Le père de Lucien Wercollier, Jean-Baptiste Wercollier, était sculpteur et professeur d’éducation artistique. Son oncle, Jean-Pierre Koenig, était un architecte très connu au Luxembourg. Lucien Wercollier a grandi dans un environnement familial où on parlait souvent d’art et d’architecture.
De 1924 à 1927 il est élève à l’École d’artisans de l’État à Luxembourg (devenu à partir de 1979 Lycée technique des arts et métiers, où il s’initie, dans la classe de son père, à sculpter le bois et la pierre et à modeler des objets en plâtre. Il suit également les cours de Pierre Blanc.
De 1927 à 1933, il fréquente l’Académie royale des beaux-arts de Bruxelles (1927-1931) et l’École nationale supérieure des beaux-arts à Paris (1931-1933),. À Paris, il suit notamment les cours du sculpteur Henri Bouchard, où il se lie d'amitié avec le sculpteur Claude Bouscau, qui aura l'occasion de travailler avec lui en 1950. Il fréquente l’Académie Colarossi, tout en s’initiant, le soir, au dessin dans une école du Montparnasse. Il s’émerveille devant les sculptures d’Aristide Maillol. Toujours à Paris, il fait la connaissance du sculpteur Auguste Trémont, son compatriote, avec lequel il collaborera brièvement en 1937.

### Enseignement
En 1933 Lucien Wercollier rentre à Luxembourg, où il devient professeur d’enseignement artistique dans l’école où il avait fait ses études secondaires, et où il reprend les cours de son père, qui a pris sa retraite.
Lucien Wercollier quitte l’enseignement en 1965, à l’âge de 57 ans.

### Années d’avant-guerre (1935 à 1940)
Le jeune artiste s’enthousiasme pour les œuvres de Joseph Kutter (1894-1941), l’un des peintres luxembourgeois les plus importants de la première moitié du XXe siècle. Avec Auguste Trémont (1892-1980), Wercollier réalise les sculptures du pavillon luxembourgeois pour l’Exposition universelle de 1937 à Paris. Il est de plus en plus attiré par l’art moderne de son temps, notamment l’art abstrait. En 1936 il épouse Yvonne Schmit, qui est dentiste. Le couple aura deux enfants.

### Années de guerre (1940-1945)
Après l’occupation du Luxembourg par l’Allemagne en 1940, Lucien Wercollier refuse d’adhérer à la Chambre culturelle (Kulturkammer) du régime nazi, une organisation ayant pour but l’encadrement politique et idéologique de toute activité artistique. Ce refus lui fait perdre le droit de présenter ses œuvres au public.
Le 1er septembre 1942, à la suite de sa participation au mouvement spontané de grève contre l'enrôlement forcé de quatre classes d’âge luxembourgeoises (1920-1924) dans l’armée allemande, Lucien Wercollier est arrêté et sa femme et leurs deux enfants en bas âge sont déportés dans un camp en Silésie.
Après deux semaines d’incarcération à la prison de Luxembourg-Grund (du 4 au 19 septembre 1942), Wercollier est transféré dans les camps de concentration de Hinzert puis de Lublin. En 1943, il rejoint sa femme et ses deux enfants dans le camp de déportation en Silésie.
En juin 1945, après la Libération, Wercollier rentre avec sa famille à Luxembourg, où il redevient professeur à l’École des artisans.

### De la sculpture figurative à la sculpture abstraite
En 1948 Wercollier organise, avec un groupe d’amis peintres luxembourgeois (François Gillen, Josy Jungblut et Joseph Probst), un salon d’art d’avant-garde à Luxembourg (le Salon de la nouvelle équipe). En 1950, au 2e salon de ce groupe d'artistes, il expose, à côté de sculptures réalistes simplifiées, une première sculpture qui n’est plus une représentation réaliste (Repliée sur elle-même, un corps de femme stylisé ; collection du Musée national d’art et d’histoire de Luxembourg). En 1952, l’artiste crée sa première sculpture abstraite (Germination).
En 1954, il est le coorganisateur du premier Salon des iconomaques, un autre salon d’avant-garde, où domine l’art abstrait. En 1954 il sculpte pour le Monument national de la grève à Wiltz deux hauts-reliefs semi-figuratifs représentant des résistants fusillés par les nazis (commémoration des 21 grévistes luxembourgeois fusillés) et le combat de David contre Goliath, qui symbolise la lutte du petit Grand-Duché contre la puissante Allemagne nazie).
À partir de 1955, Lucien Wercollier se tourne définitivement vers la sculpture abstraite.

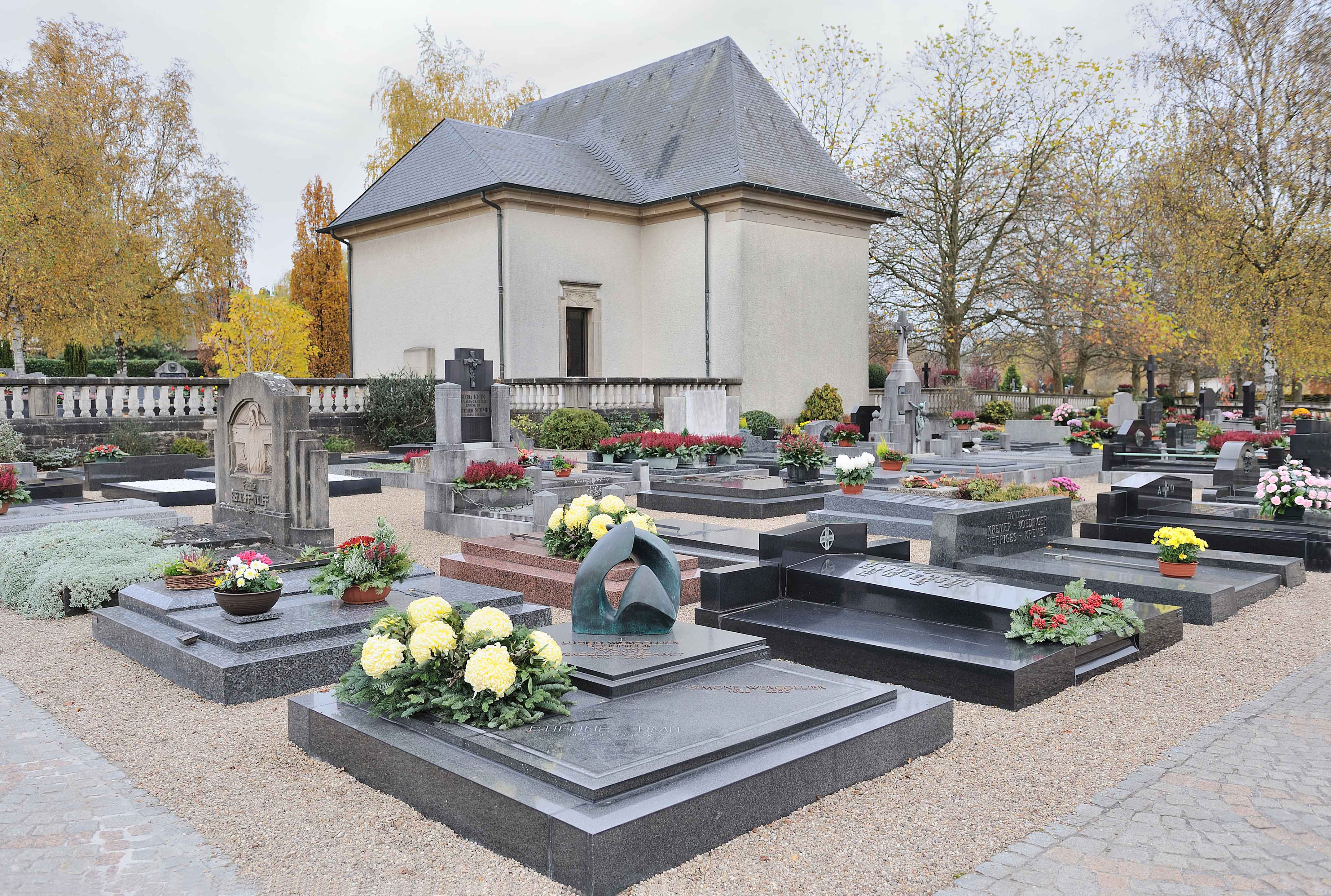
La tombe de Lucien Wercollier au cimetière Notre-Dame à Luxembourg

### La maturité artistique
En 1958 il s’installe avec sa famille à Bridel, dans la rue qui portera son nom après sa mort. Il expose ses premières œuvres en bronze et, à l’âge de 50 ans, vend sa première sculpture à un particulier.
En 1960, il commence à sculpter l’albâtre.
En 1962 il se rend pour la première fois à Carrare, où il commence à tailler le marbre. Il y retournera régulièrement pour y travailler ce matériau.
À partir de 1972, il sculpte principalement l’albâtre et l’onyx.
En 1998, il termine sa dernière sculpture (Caresse, en albâtre). Une toute dernière œuvre, en marbre, restera inachevée.
Lucien Wercollier s'éteint à Luxembourg le 24 avril 2002 à l’âge de 93 ans. Il est enterré au cimetière Notre-Dame à Luxembourg.

## Ses élèves
- Jean-Pierre Georg
- Liliane Heidelberger
- Charles Kohl
- Maggy Stein
- Jean Künsch